# ヴァニシング・スターライト
『ヴァニシング・スターライト』はSound Horizonによる5枚目のメジャーシングル。2014年10月1日にポニーキャニオンから発売された。

## 概要
「Anniversary Maxi」と銘打たれた今作は、Sound Horizonメジャーデビュー10周年記念作品第2弾として発売。パラレルワールドに存在する架空の新生バンド「VANISHING STARLIGHT」のメジャーデビューを描く。CDジャケットなどではタイトルの「ヴァニシング・スターライト」は「いずれ滅びゆく星の煌めき」と表記されている。
「よだかの星」「Mother」はRevoがプロデュースするバンド「VANISHING STARLIGHT」のシングル「よだかの星」の収録楽曲という設定で、歌詞カードが「Interview with Noël」とは分かれており、クレジット等も設定に準拠した形で表記されている。また、CDの帯の裏面も同様の仕様となっており、発売元の表記もポニーキャニオンではなく「バニーオニオン」という架空のレコード会社の表記となっている。
ミュージックビデオはSound Horizonでは初となる全編アニメーション。アニメ『ジョジョの奇妙な冒険』オープニング映像などを手掛ける神風動画が制作した。Revoによると「よだかの星」は同名の宮沢賢治の童話『よだかの星』に触発されて創作した楽曲で、インタビューでは「あと一歩行くエネルギーが足りない時に背中を押すような曲になってくれたらいいな」と語っている。
CDは予約限定デラックス盤、初回限定盤、通常盤と3種類あり、予約限定デラックス盤には「よだかの星」のMVやCD収録3曲及びSound Horizon Kingdom国歌「栄光の移動王国 ‐The Glory Kingdom-」のハイレゾ音源を収録したBlu-rayや、NoëlとRevoの対談やMV制作秘話などを収録したブックレット「よだかの星 Memorial Issue」、「よだかの星 バンドスコア」、「栄光の移動王国 ‐The Glory Kingdom- 合唱譜」を同梱、初回限定盤にはMVを収録したDVDが付属。また、予約限定盤と初回限定盤と通常盤ではジャケットなどにも違いがある。
2014年10月26日・27日には、渋谷公会堂にてVANISHING STARLIGHTがオープニングアクトとして出演したファンクラブイベント「Sound Horizon メジャーデビュー10周年ファンクラブ祝賀祭」が開催された。
月刊少年エース2016年1月号にてコミカライズが連載開始されコミックスが全２巻、KADOKAWA（角川書店ブランド）よりノベライズが全２巻発売された。Sound Horizonが紡ぐ物語音楽は個々の解釈を大切にしているため、同作は執筆者である時田とおると有坂あこの解釈で構成されたものとなっている。

## 収録曲

### CD
1. よだかの星
作詞・作曲：Noël / 編曲：VANISHING STARLIGHT & Revo / ボーカル：Noël
本作に登場するパラレルワールドのロックバンド「VANISHING STARLIGHT」による楽曲という設定[3]。
2. Mother
作詞・作曲：Revo / 編曲：VANISHING STARLIGHT & Revo / ボーカル：Noël
2006年よりライブでのみ披露されていたアルバム未収録曲。本作では「VANISHING STARLIGHT」によるカバーという設定[3]。
3. Interview with Noël
作詞・作曲・編曲：Revo / ボーカル：Noël from VANISHING STARLIGHT

### DVD
※初回限定盤のみに付属
- 『よだかの星』 Music Video

### Blu-ray
※予約限定デラックス盤のみに付属
- 『よだかの星』 Music Video
- High-Resolusion Audio

1. よだかの星
2. Mother
3. Interview with Noël
4. 栄光の移動王国 ‐The Glory Kingdom-（ボーナストラック）
2014年6月に行われたオフィシャルファンクラブ会員限定のツアー「王様の休日 East Side & West Side」にて収録されたもので、ボーカルは「1146Laurants」の表記となっている。

## VANISHING STARLIGHT
「VANISHING STARLIGHT（ヴァニシング・スターライト）」は、Revoがプロデュースするパラレルワールドに存在する設定の架空の新生バンド。
所属も架空のレコード会社「バニーオニオン」と表記されており、楽曲やMVに登場するRevo本人も物語の登場人物の一人として、謎のプロデューサーという設定で描かれている。
メンバー
- ボーカル：Noël
- ギター：YUKI
- ギター：Leda
- ベース：IKUO
- ドラム：JUN-JI
- キーボード：AKITO

## 制作・参加メンバー
全作詞・作曲・編曲
- Revo

ボーカル
- Noël

ナレーション
- Ike Nelson

ジャケットイラスト
- yokoyan

## 関連書籍
コミカライズ
- Sound Horizon(原作)・時田とおる(解釈・構成)・有坂あこ(漫画)、カドカワコミックス・エース(KADOKAWA)刊

1. ヴァニシング・スターライトI 2016年8月26日発売 ISBN 978-4041045398 / (日めくりカレンダー付限定版) ISBN 978-4041045404
2. ヴァニシング・スターライトII 2017年7月25日発売 ISBN 978-4041050934

ノベライズ
- Sound Horizon(原作)・時田とおる(著)・有坂あこ(イラスト)、KADOKAWA刊

1. 小説 ヴァニシング・スターライト 2016年8月26日発売 ISBN 978-4041041734 / (缶バッジ付限定版) ISBN 978-4041045633
2. 小説 ヴァニシング・スターライト2 2017年6月26日発売 ISBN 978-4041051832